# Рубенс, Шона
Шона Рубенс (англ. Shona Rubens, род. 31 октября 1986 года, Сидней, Австралия) — известная канадская горнолыжница, участница двух Олимпийских игр. Универсал, наиболее сильна в комбинации.
В Кубке мира Рубенс дебютировала в 2005 году, в январе 2010 года первый и пока единственный раз в своей карьере попала в десятку лучших на этапе Кубка мира в комбинации. Кроме попадания в десятку на сегодняшний момент имеет 10 попаданий в тридцатку лучших на этапах Кубка мира, большинство из которых так же в комбинации. Лучшим достижением Рубенс в общем зачёте Кубка мира является 80-е место в сезоне 2009-10.
На Олимпиаде-2006 в Турине стартовала в двух дисциплинах: скоростной спуск - 26-е место, комбинация - не финишировала.
На Олимпиаде-2010 в Ванкувере показала следующие результаты: скоростной спуск - 21-е место, супергигант - не финишировала, гигантский слалом - 28-е место, комбинация - 12-е место.
За свою карьеру участвовала в одном чемпионате мира, медалей не завоёвывала, лучший результат 18-е место в скоростном спуске на чемпионате-2007 в шведском Оре.